# 民族路 (潭子區)
民族路 (潭子區)為臺中市潭子區內的道路，為大雅區通往北屯區四張犁的重要聯絡道路。呈南北向，分為三段。南接昌平路，北連大富路。
2013年9月9日民族路一段部分路段將整併為昌平路三段。